# Les Llances
Les Llances és un mas a poc més de mig km al sud del nucli de Sant Joan de les Abadesses (el Ripollès) inclòs a l'Inventari del Patrimoni Arquitectònic de Catalunya. La primera notícia que tenim d'aquest mas és de l'any 1689 que surt esmentat en un llibre parroquial d'òbits de l'arxiu del monestir de la vila, amb el nom de les Closes d'en Llancer. Durant la primera meitat del segle xviii, el mas ve citat amb el nom de la Caseta d'en Llancer. La segona meitat del segle xviii el trobem inscrit amb el nom del Coll o Collet de les Llances. A partir del segle xix i fins als nostres dies el mas ja ve citat com les Llances.
L'edifici actual destinat a habitacle és posterior als altres dos i es troba unit a l'antiga casa que compartia les corts a la primera planta, on encara s'hi conserven actualment. Aquest té la teulada a dues vessants i una d'elles cobreix una eixida de gran balconada decantada a ponent. Les portes que donen accés a l'habitatge es troben un per sota de l'eixida i a peu pla de l'era en forma de pati, l'altre es troba a la façana de llevant a la part posterior de la casa. Una construcció destinada a pallissa i de teulada a dues vessants, queda totalment separada de la resta del mas. Aquesta disposa d'obertures reformades en forma d'arcades de punt rodó, altes i estretes. Una construcció de planta quadrada i també teulat a dos vessants, destinada activitats ramaderes (galliner), situada al cantó nord del conjunt de la masia, acaba de configurar la masia de les Llances.